# Kirche Breitenfelde
Koordinaten: 53° 36′ 20,2″ N, 10° 38′ 11,4″ O

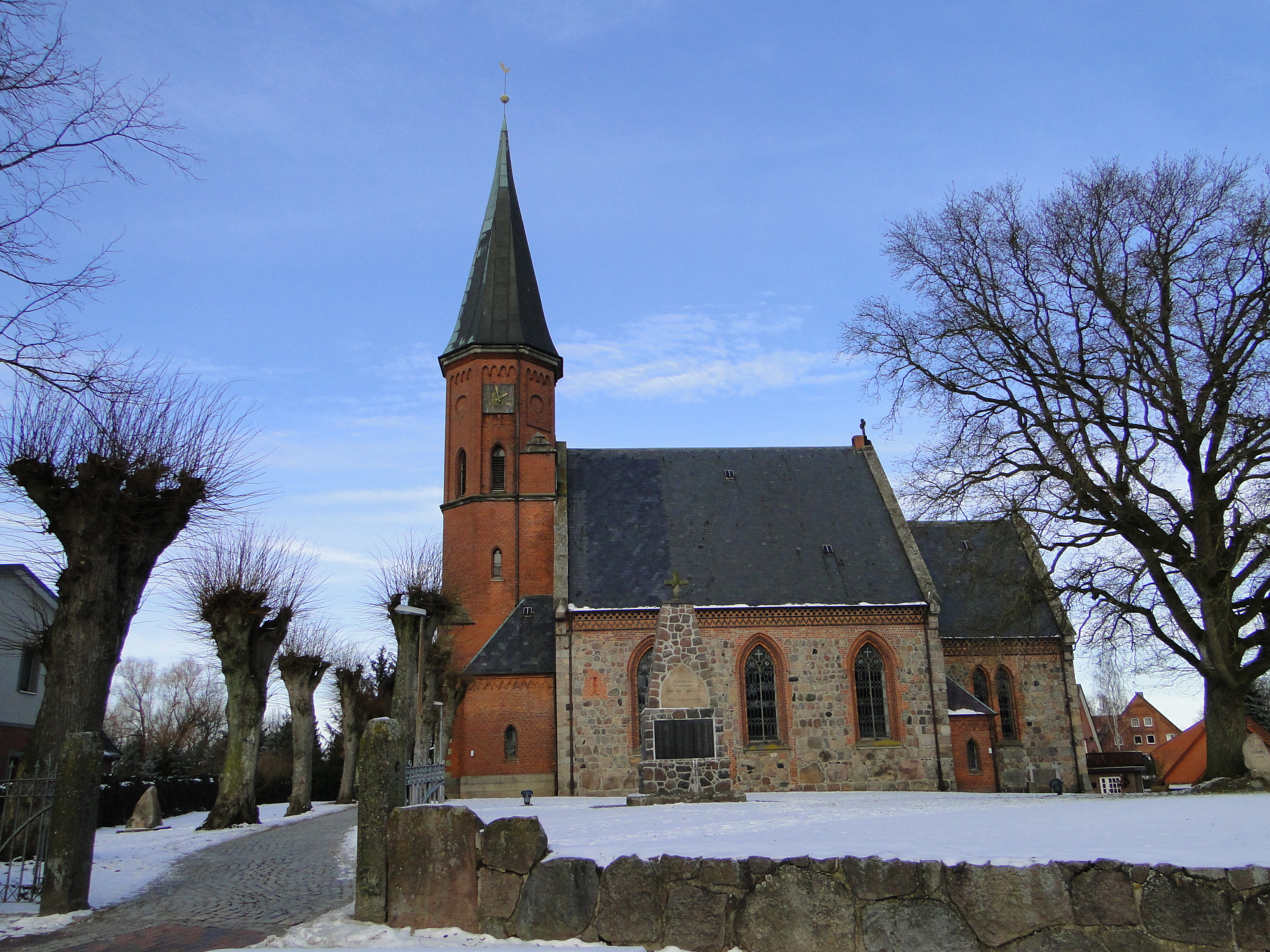
Ansicht von Süden mit Kirchhof

Die evangelisch-lutherische Kirche Breitenfelde liegt im gleichnamigen Dorf bei Mölln und besitzt wahrscheinlich das älteste noch erhaltene mittelalterliche Buntglasfenster in Deutschland nördlich der Elbe.

## Pfarrgeschichte
Das Dorf Breitenfelde wird erstmals 1194 urkundlich erwähnt und 1230 im Ratzeburger Zehntregister als Kirchspiel geführt. Daher ist davon auszugehen, dass es bereits zu Beginn des 13. Jahrhunderts ein Kirchengebäude besessen hat. In den folgenden Jahrhunderten wechselte das Patronatsrecht der Kirche mehrfach zwischen der Stadt Lübeck und dem Herzogtum Lauenburg. Die Stadt Lübeck verzichtete erst 1747 auf ihre Ansprüche auf die Möllner Pertinenzien, zu denen Breitenfelde gehörte. Die Geschichte der Kirche vor 1685 lässt sich nur äußerst spärlich rekonstruieren, da am 16. Mai 1685 das damalige Pastorat mit dem gesamten dort gelagerten Archivmaterial abbrannte.

## Mittelalterliche Kirche

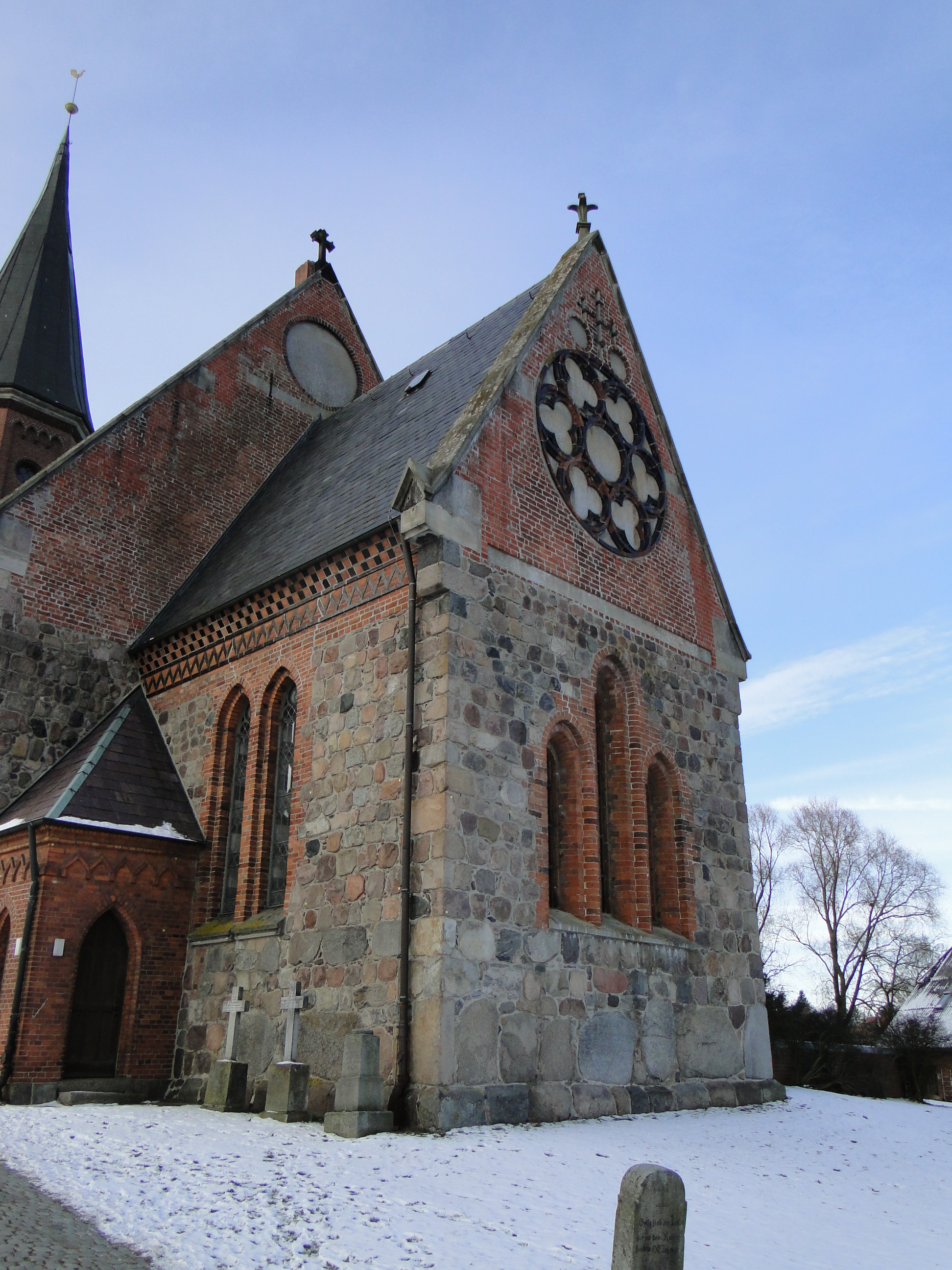
Chor: frühgotische Lanzettfenster, Rose aus Blendmaßwerk im Giebeldreieck

Die Kirche ist in ihrem Kern eine frühgotische Hallenkirche des 13. Jahrhunderts. Mittelalterlich sind der rechteckige Kastenchor und das dreijochige und dreischiffige Langhaus. Auf der Nordseite des Chores sind Ansätze einer alten Sakristei erkennbar. Chor und Schiff sind aus Feld- und Backsteinen errichtet, die Wandflächen aus Feldsteinen, die Portale und Fenster aus Backstein. Die frühgotischen Fenster des Chors, eine gestaffelte Dreifenstergruppe in seiner Ostwand und Zwillingsfenster an den Seitenwänden, stammen aus der Bauzeit und sind nur an einigen Stellen im Material erneuert. Die Maßwerkrose im Chorgiebel und das Zickzackmuster der Traufenfriese sind aus glasiertem Backstein. Die Seitenfenster des Langhauses sind vollständig in der Neuzeit ersetzt worden, zu erkennen am Unterschied zwischen dem teilweise großen Backsteinformat der Verzahnung mit dem Feldsteinmauerwerk und dem kleinen Backsteinformat der Laibungen. Diese Fenster hatten wohl von Anfang an ihre schon zur Hochgotik passende Breite. Ob sie steinernes Maßwerk hatten, ist wegen des Ersatzes der Laibungen nicht mehr zu erkennen.

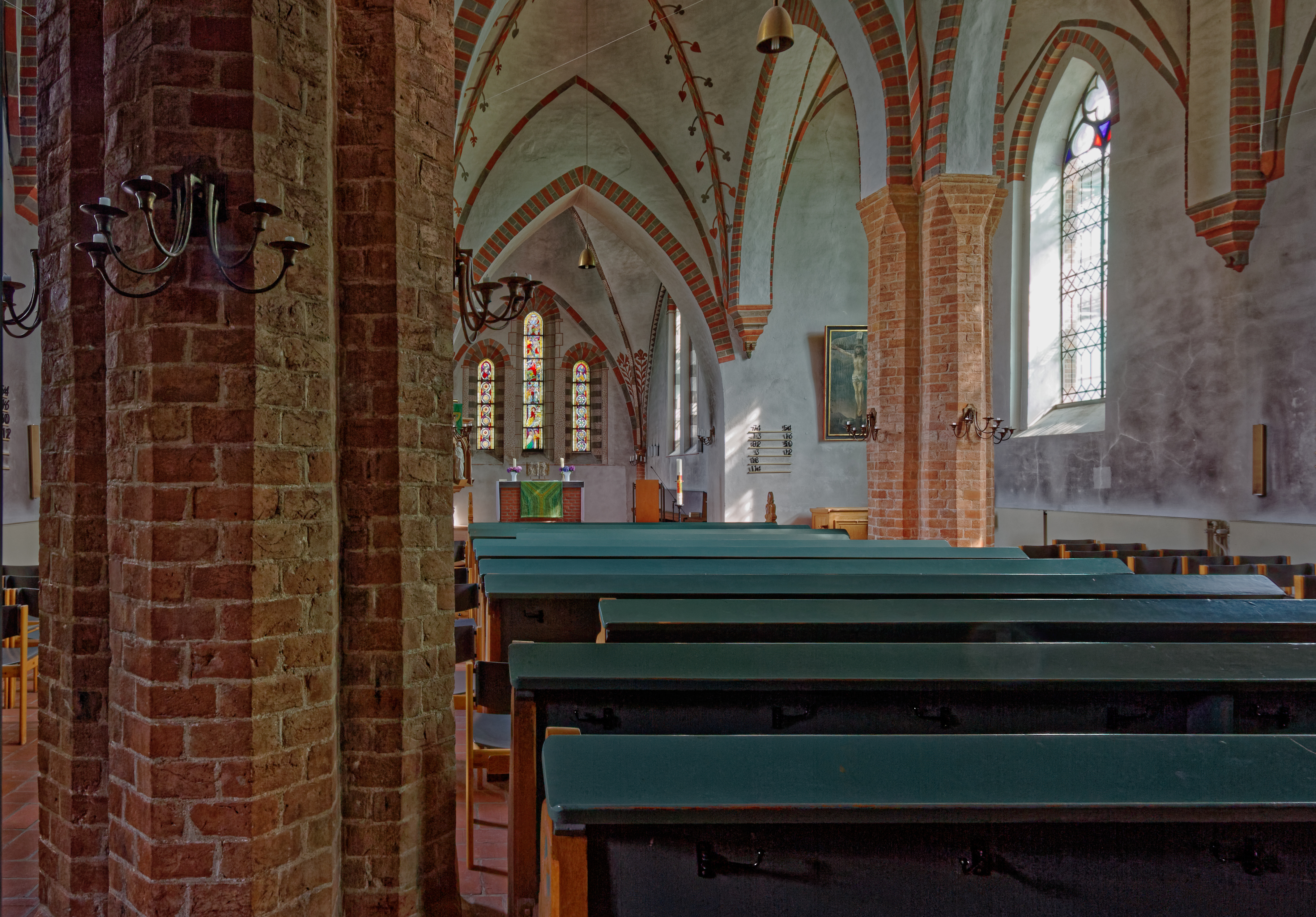
Innenraum

Die vier Hauptpfeiler im Innenraum sind aus Backstein errichtet und zeigen eine Besonderheit, denn die jeweils diagonal einander gegenüberliegenden Pfeiler sind gleich gestaltet. Insgesamt ähnelt der ältere Teil der Kirche dem der Marienkirche in Büchen. Die Kirche hatte ursprünglich zwei Eingänge, einen kleinen auf der Westseite und einen Haupteingang auf der Südseite, die Seiten der Außenstufe seines Gewändes sind unter dem mittlerlen Fenster zu erkennen. Bis ins 19. Jahrhundert hatte die Kirche auf der Westseite einen Treppengiebel und einen südlich des Gebäudes abgesetzt stehenden Holzturm für die Glocken.

## Veränderungen

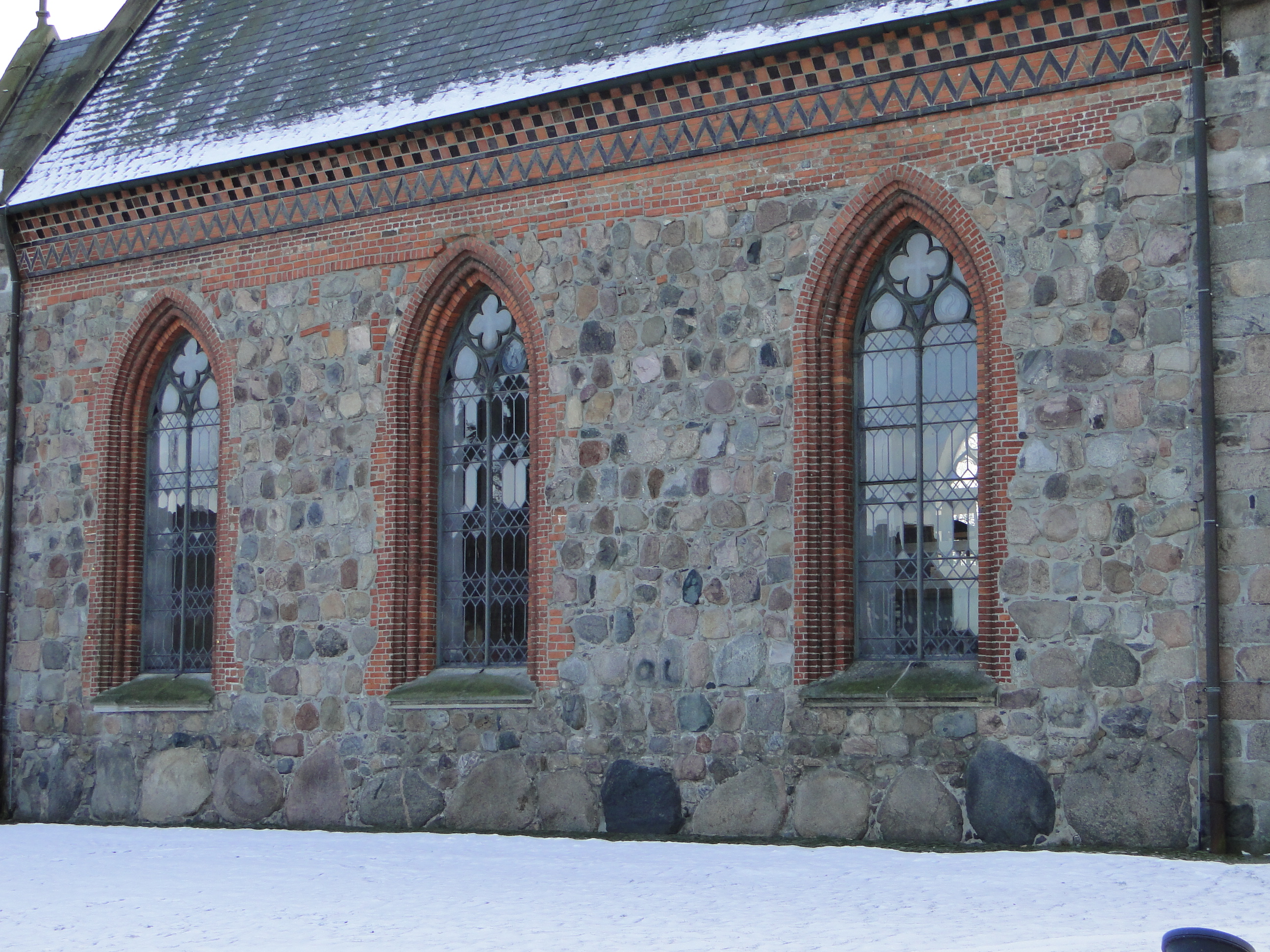
Langhausfenster (hier Nordseite) mit ersetzten Laibungen

Ein großer Umbau 1866 bis 1868 erfolgte im Stil der Neugotik. Dabei wurden alle Seitenfenster, der Ostgiebel und die gesamte Dachkonstruktion erneuert. Auf der Westseite ergänzte man einen Anbau und den 36 m hohen Kirchturm, an der Ostseite baute man die heutige Sakristei auf der Südseite des Chores. Der Haupteingang wurde in den westlichen Anbau verlegt, und der Eingang auf der Südseite vermauert. Im Innenraum zog man zwei Seitenemporen ein und stellte einen hölzernen, sehr hohen Retabelaltar auf. Die gesamte Innenraumgestaltung wurde im Langhaus durchgängig neugotisch erneuert, im Chor zeigen sich jedoch noch viele ältere Elemente in den Gewölbebögen.
Von 1967 bis 1968 erfolgte eine erneute Umgestaltung des Innenraumes. Die Emporen wurden entfernt und der Altar durch einen niedrigen schlicht gemauerten Altarblock ersetzt. Dadurch kamen die Fenster der Chorwand wieder zur Geltung und der gesamte Raum wurde heller und großzügiger. Die wichtigen Teile der Bausubstanz, wie Fußböden, Gewölbe, Mauerfugen und Fensterrahmen, wurden ebenfalls komplett restauriert.
Das mit Schiefer gedeckte Dach des Kirchenschiffs musste 2019 vollständig neu eingedeckt werden.

## Ausstattung

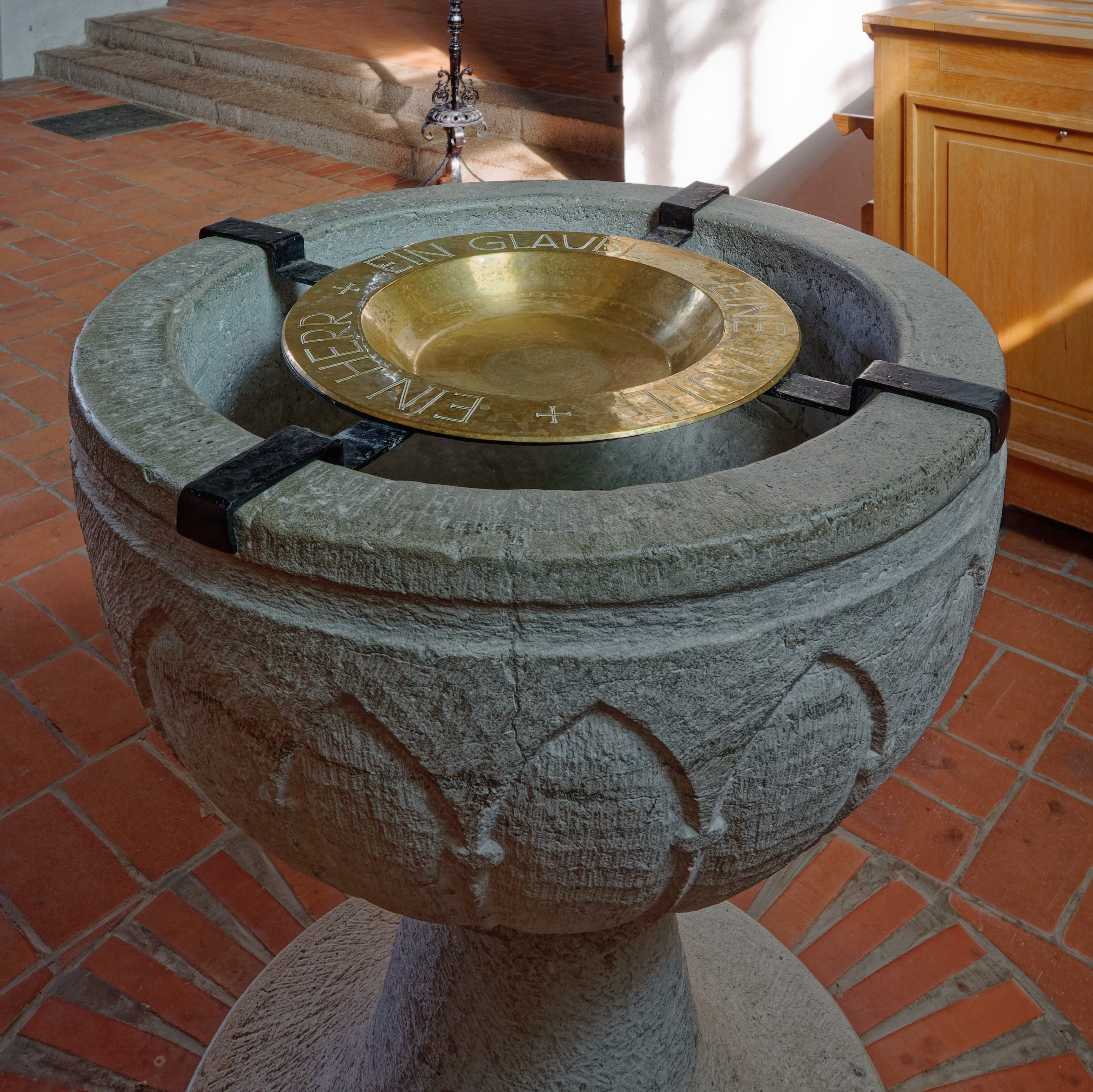
Taufbecken

Die Ausmalungen der Gewölbe gehen auf die Reste der frühgotischen Motive zurück. Einige Teile zeigen spätgotische Ergänzungen. Großflächige Deckenmalereien wie in anderen Kirchen der Gegend konnten in Breitenfelde nicht nachgewiesen werden.
Das Taufbecken besteht aus gotländischem Kalkstein und wird in seinem oberen Teil auf das 14. Jahrhundert datiert. Das Taufbecken befand sich von Anfang des 19. Jahrhunderts bis 1931 nicht in der Kirche, sondern wurde als Viehtränke genutzt. Der während dieser Zeit beschädigte Fuß wurde 1968 ergänzt und repariert.

## Glasfenster

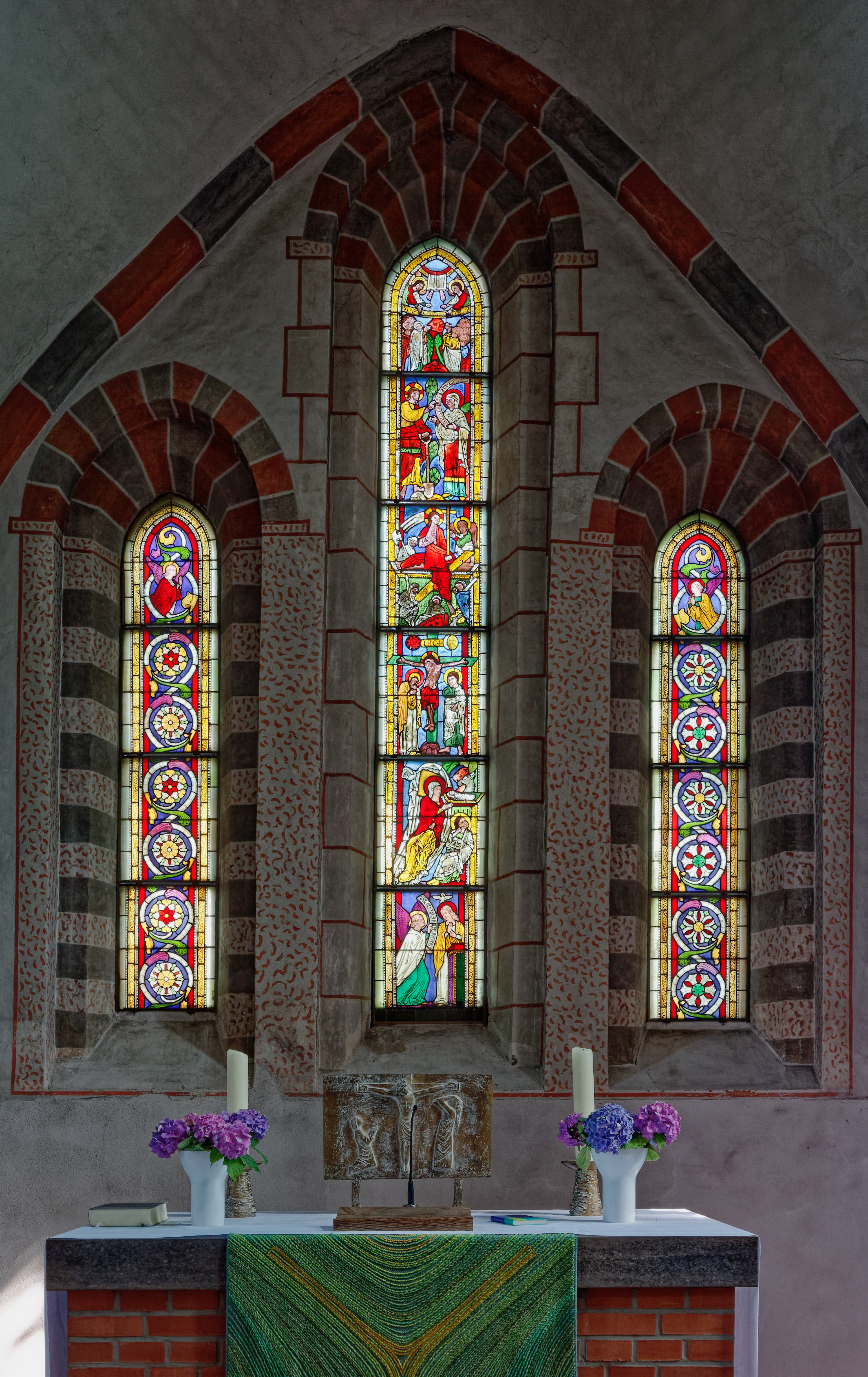
Fenster der Chorwand

Das mittlere der drei Buntglasfenster in der Ostwand des Chors stammt aus dem 13. Jahrhundert. Es ist eine bedeutende Arbeit aus dem damaligen niedersächsisch-westfälischen Einflussbereich und zeigt Verwandtschaft mit Fensterserien in Neukloster, im südlichen Niedersachsen und auf Gotland. Die beiden weiteren Fenster wurden im Zuge der Umbauarbeiten 1867 von Carl Julius Milde neu verglast. Er verwendete für die Seitenfenster geometrische Formen in angepassten Farben und fertigte für das defekte unterste Bild des mittleren Fensters eine stilgerechte Ergänzung.
In den Scheiben überwiegen die Grundfarben Blau, Rot, Grün, Gelb und Weiß mit nur sehr leichten Abtönungen. Komplexe Mischfarben finden sich nur im von Milde ergänzten Fenster.
Die Bilddarstellungen sind zeittypisch klar und einfach gehalten. Der Bildinhalt des Fensters sollte für die damaligen Gläubigen eindeutig identifizierbar sein und zeigt einen Christuszyklus, also typische Szenen aus dem Leben Christi. Von unten nach oben sind dies: Verkündigung an Maria, Geburt Christi, Kreuzigung, Auferstehung, Christus als Gärtner, Himmelfahrt. Im Auferstehungsfenster finden sich zwei Wappenschilde, die Parallelen zu den Wappen der örtlichen Adelsfamilien Schack und Ritzerow zeigen.

## Glocken
Die Kirche verfügt heute über drei Glocken, von denen die älteste aus dem Jahr 1511 stammt. 1913 gab es noch vier Glocken; zwei davon vom Lübecker Ratsgießer Friedrich Wilhelm Hirt 1851 aus älteren Glocken umgegossen.
| Nr. | Name                     | Durchmesser (mm) | Masse (kg) | Schlagton | Inschrift |
| 1   | Scheidglocke/Jesusglocke | 1220             |            |           | Ano Dni MDXI doward ick gheghaten in de erre des hilligen Liegammes unde der hillige drefoldichgheit Ick hete ihesus mischalme des frigdages luden, dat schal uns de passige beduden peter wulf got mi |
| 2   | Michalisglocke           | 620              |            |           | ano dni MDXI doward ickgegaten indeer santemiegel des ars enghels |
| 3   | (Dritte Glocke)          |                  |            |           | |

Auf der zweiten Glocke sind als Schmuck drei Pilgerzeichen aus Köln (Hl. Drei Könige/St. Ursula), Büchen (Madonna) und Königslutter (Kreuzigungsgruppe, darunter Büste Lothars III.).

## Orgel

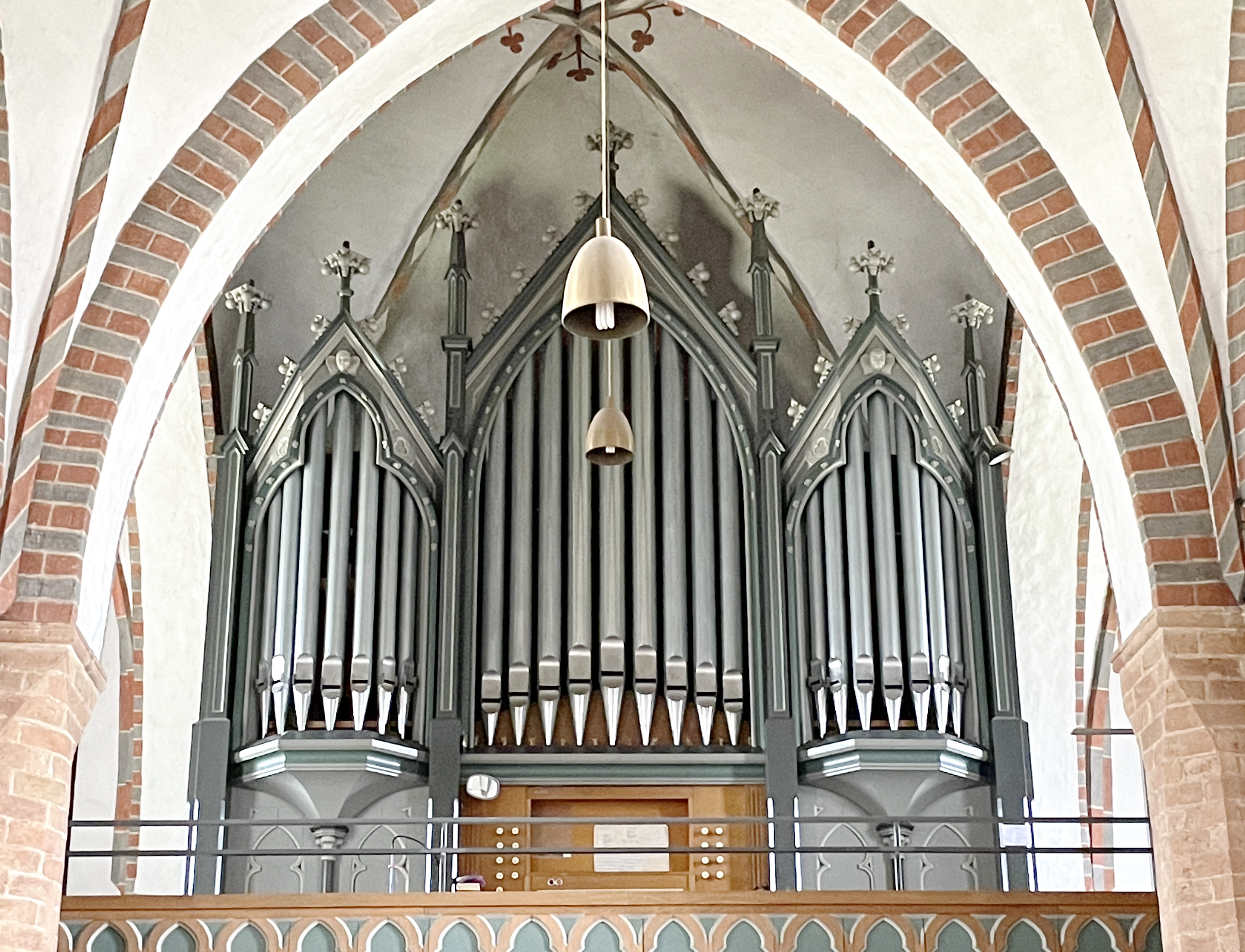
Marcussen-Orgel auf der Westempore

Die Kirche erhielt 1717 eine neue Orgel von Hans Hantelmann. Die heutige Orgel wurde im Rahmen des Umbaus von 1867/1868 von Marcussen & Søn eingebaut. Sie verfügt über 17 Register, die auf zwei Manuale und Pedal verteilt sind. Der Prospekt ist mit den Maßwerkformen in den polygonalen Türmen, dem spitzbogigen Mittelfeld und den bekrönenden Fialen mit Kreuzblume und den Krabben im Stil der Neugotik gestaltet. Die Disposition lautet wie folgt:
| I Hauptwerk C–f3 |              |       |
| 1.               | Bordun       | 16′   |
| 2.               | Prinzipal    | 8′    |
| 3.               | Rohrflöte    | 8′    |
| 4.               | Oktave       | 4′    |
| 5.               | Flöte        | 4′    |
| 6.               | Quinte       | 2 ⁄3′ |
| 7.               | Waldflöte    | 2′    |
| 8.               | Mixtur III–V |       |

| II Schwellwerk C–f3 |                |    |
| 9.                  | Gedackt        | 8′ |
| 10.                 | Prinzipal      | 4′ |
| 11.                 | Oktave         | 2′ |
| 12.                 | Scharff III–IV |    |
| 13.                 | Trompete       | 8′ |

| Pedal C–d1 |            |     |
| 14.        | Subbass    | 16′ |
| 15.        | Prinzipal  | 8′  |
| 16.        | Choralbass | 4′  |
| 17.        | Posaune    | 16′ |

- Koppeln: II/I, I/P, II/P